# Nabarniz
Nabarniz és un municipi de la província de Biscaia, País Basc, pertanyent a la comarca de Busturialdea-Urdaibai. Va sorgir el 1987 quan es va segregar de Guernica. Limita amb Ereño, Ispaster, Mendata, Aulesti, Kortezubi, i Arratzu.